# ویروپلاسم

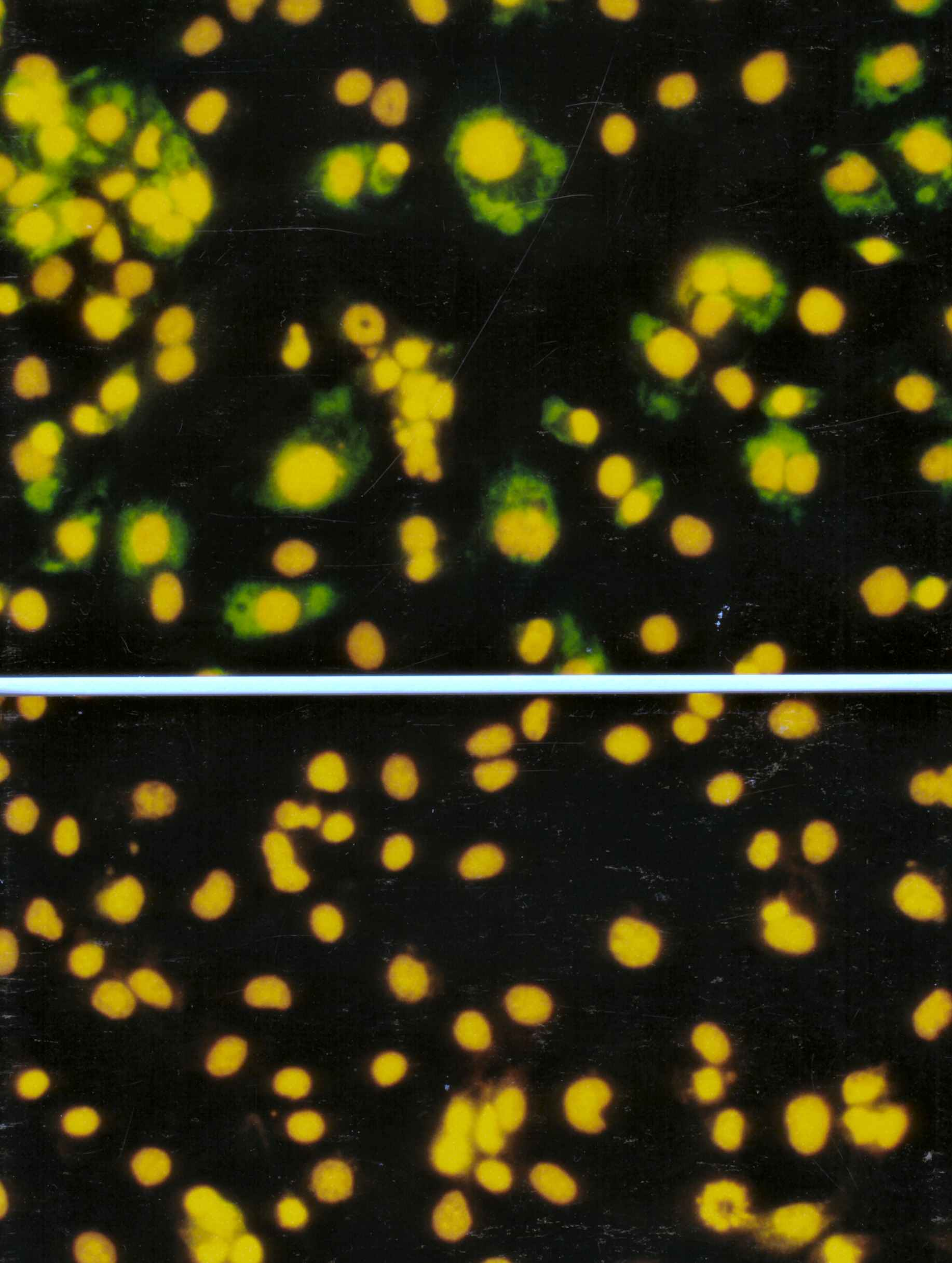
ویروپلاسم‌ها (سبز) در سلول‌های آلوده به روتاویروس (بالا) و سلول‌های غیر آلوده (پایین). (لکه ایمونوفلورسانس)

ویروپلاسم (به انگلیسی: viroplasm) که گاهی «کارخانه ویروس» نیز شناخته می‌شود، یک جسم انکلوزیونی در سلول است که درون آن تکثیر و تولید ویروس اتفاق می‌افتد به همین علت این اجسام به عنوان کارخانه‌های تولید ویروس در سلول نظر گرفته می‌شوند. ویروپلاسم‌های زیادی می‌تواند در یک سلول آلوده ایجاد شود که در میکروسکوپ الکترونی به صورت بخش‌های متراکم به دیده می‌شود. اطلاعات بسیار کمی در مورد مکانیسم تشکیل ویروپلاسم وجود دارد و تحقیقاتی برای درک آن همچنان ادامه دارد.

## تعریف
ویروپلاسم یک محفظه بزرگ اطراف هسته یا سیتوپلاسمی است که در آن تکثیر و مونتاژ ویروس اتفاق می‌افتد. تشکیل ویروپلاسم در اثر فعل و انفعالات بین ویروس و سلول آلوده ایجاد می‌شود و در این بخش‌ها محصولات ویروسی و موارد مورد نیاز برای تکثیر ایجاد می‌گردند.

## ساختار و شکل‌گیری
ویروپلاسم‌ها در ناحیه پرینوکلر یا در سیتوپلاسم سلول‌های آلوده تجمع می‌یابند و در اوایل چرخهٔ ایجاد عفونت تشکیل می‌شوند. تعداد و اندازه ویروپلاسم‌ها به گونه ویروس، نقص‌های ویروس، گونه میزبان و مرحله عفونت بستگی دارد. به عنوان مثال، ویروپلاسم‌های می‌می ویروس اندازه‌ای مشابه با هسته میزبانشان، آمیب آکانتاموبا پلی فاگا دارند.
بسته به مرحله چرخه تکثیر ویروس، یک ویروس می‌تواند تغییراتی را در ترکیب و سازماندهی سلول‌های سلولی و بخش‌های غشایی سلول میزبان ایجاد کند. این فرایند شامل تعدادی از فعل و انفعالات پیچیده و رویدادهای سیگنال‌دهنده بین عوامل ویروسی و سلول میزبان است.
ویروپلاسم‌ها در اوایل عفونت تشکیل می‌شوند. در بسیاری از موارد، بازآرایی‌های سلولی ناشی از عفونت ویروسی (ادغام ژنوم ویروس در سلول میزبان) به ساخت اجزای پیچیده‌تر در ویروپلاسم‌ها کمک می‌کند. ویروپلاسم جایی است که اجزایی مانند آنزیم‌های رپلیکاز، مواد ژنتیکی ویروس و پروتئین‌های مورد نیاز برای همانندسازی متمرکز می‌شوند و در نتیجه کارایی همانندسازی را افزایش می‌دهند. در زمان ساخت اجزای ویروس، مقادیر زیادی ریبوزوم، اجزای سنتزی پروتئین، چاپرون‌های تاشو پروتئین و میتوکندری به کار گرفته می‌شوند. برخی از اجزای غشاء سلولی نیز برای تکثیر ویروسی مورد استفاده قرار می‌گیرند و در برخی از پروتئین‌ها برای تولید پوشش‌های ویروسی، زمانی که ویروس‌ها دارای پوشش است، استفاده می‌شوند. تکثیر ویروس، سنتز پروتئین و ساخت اجزا نیاز به مقدار قابل توجهی انرژی دارد که توسط خوشه‌های بزرگ میتوکندری در حاشیه ویروپلاسم‌ها تأمین می‌شود. کارخانه ویروس اغلب توسط غشایی که از شبکه آندوپلاسمی زبر یا عناصر اسکلت سلولی مشتق شده است محصور می‌شود.
در سلول‌های حیوانی، ذرات ویروس توسط جمع‌آوری وابسته به میکروتوبول بر اساس بیگانه یا ناقض بودن پروتئین در نزدیکی مرکز سازماندهی میکروتوبول (MTOC) جمع می‌شوند، بنابراین ویروسپلاسم‌های ویروس‌های حیوانی به‌طور کلی در نزدیکی MTOC قرار دارند. MTOCها در سلول‌های گیاهی یافت نمی‌شوند به همین علت ویروس‌های گیاهی باعث ساخت مجدد ساختار غشا سلولی می‌شوند تا ویروسپلاسم را از جنس غشاء سلول تشکیل دهند (این عملکرد عمدتاً در ویروس‌های RNA گیاهان دیده می‌شود).

## عملکرد
ویروپلاسم مکانی در داخل سلول آلوده است که در آن تکرار و جمع‌آوری ویروسی صورت می‌گیرد. قالب بندی ویروسپلاسم به کمک غشا، اجزای مورد نیاز ویروس را برای تکثیر ژنوم و مورفوژنز ذرات ویروس جدید فراهم، بنابراین باعث افزایش بهره‌وری فرآیندتکثیر ویروس می‌شود. استفاده از غشاءهای سلولی و سیتو اسکلت برای تولید کارخانه‌های تکثیر ویروس نیز می‌تواند به روش‌های دیگر به بقای ویروس کمک کند. اختلال غشاء سلولی می‌تواند، به عنوان مثال، انتقال پروتئین‌های ایمنی به سطح سلول‌های آلوده را کُند کند و ویروس را از پاسخ‌های ایمنی ذاتی سلول محافظت کند. همچنین تنظیم مجدد سیتو اسکلت می‌تواند انتشار ویروس را تسهیل و آن در برابر تخریب توسط پروتیاز‌ها و نیوکلیازها محافظت کند.
در ویروس موزاییک گل کلم (CaMV)، ویروپلاسم، انتقال ویروس توسط شته ناقل را بهبود می‌بخشند. هنگامی که حشره یک سلول گیاهی آلوده یا سلولی در نزدیکی سلول‌های آلوده را نیش می‌زند، ویروپلاسم‌ها به آزاد سازی ویریون‌ها و سرایت آن کمک می‌کنند.

## ویروس‌های دارای ویروپلاسم
ویروپلاسم‌ها در گروه‌های مختلفی از ویروس‌های یوکاریوتی که خود را در درون سیتوپلاسم آنها سلول تکثیر می‌کنند، دیده می‌شود. با این حال، ویروپلاسم‌های ویروس‌های گیاهی به اندازه ویروس‌های حیوانی مورد مطالعه قرار نگرفته‌اند. ویروپلاسم‌های در ویروس موزاییک گل کلم، روتاویروس، ویروس واکسینیا و ویروس کوتوله برنج یافت شده‌اند. این کارخانه‌های ویروسی در زیر میکروسکوپ الکترونی، پر چگالی به نظر می‌رسند و در سیتوپلاسم سلول نامحلول‌اند.

## امکان تکامل مشترک با میزبان
ساختارهای انباشته در ویروپلاسم ممکن است از بخش‌های عملکردی ویروسی در برابر تخریب توسط سیستم‌های دفاعلی سلولی محافظت کنند. به عنوان مثال، تشکیل کارخانه‌های ویروسی ویروپلاسم (ASFV) بسیار شبیه به تشکیل آگرزوم است. آگرزوم یک اندامک دور از هسته است که در آن پروتئین‌های ناقص و ناکارآمد توسط اجزای سلول برای تخریب به آن انتقال می‌یابند. احتمال می‌رود که ویروپلاسم می‌تواند محصول یک تکامل مشترک بین ویروس و میزبان آن باشد. این امکان وجود دارد که یک پاسخ سلولی که در ابتدا برای کاهش نقص عملکردی پروتئین‌های بیگانه یا ناکارآمد طراحی شده بوده است، توسط ویروس‌های سیتوپلاسمی برای بهبود تکثیر، سنتز کپسید ویروس مورد استفاده قرار گرفته باشد. از طرف دیگر، فعال‌سازی مکانیسم‌های دفاعی میزبان ممکن است شامل جداسازی اجزای ویروس برای جلوگیری از انتشار و به دنبال آن خنثی‌سازی آنها باشد. برای مثال، ویروپلاسم‌های ویروس‌های پستانداران حاوی عناصر خاصی از اجزای تخریب کننده سلول هستند که ممکن است مکانیسم‌های محافظتی سلولی را در برابر ورود اجزای ویروسی از بین ببرد. با توجه به تکامل همزمان ویروس‌ها با سلول‌های میزبانشان، تغییرات در ساختار سلول ناشی از عفونت، احتمالاً ترکیبی از این دو استراتژی را شامل می‌شود.

## استفاده در تشخیص
وجود ویروپلاسم‌ها برای تشخیص برخی عفونت‌های ویروسی استفاده می‌شود. درک پدیده‌های تجمع ویروس و پاسخ سلولی به حضور ویروس، و نقش آنها در تکثیر ویروس یا مهار آن، ممکن است به توسعه رویکردهای درمانی جدید علیه عفونت‌های ویروسی در سلول‌های حیوانی و گیاهی کمک کند.